# Kannada
Kannada (ಕನ್ನಡ kannaḍa), auch Kanaresisch, ist eine Sprache aus der dravidischen Sprachfamilie. Sie wird in Südindien, hauptsächlich im Bundesstaat Karnataka, von etwa 44 Millionen Muttersprachlern gesprochen und vornehmlich in Kannada-Schrift geschrieben. Ein Kannada-Sprecher wird als Kannadiga bezeichnet.

## Verbreitung und Sprecherzahl

Ungefähres Verbreitungsgebiet des Kannada

Das Verbreitungsgebiet des Kannada deckt sich weitgehend mit dem südindischen Bundesstaat Karnataka, dessen Grenzen 1956 entlang der Sprachgrenze des Kannada gezogen wurden. Daneben gibt es kannadasprachige Minderheiten in den angrenzenden Gebieten Südindiens. Seit jüngerer Zeit wird Kannada auch unter Auslandsindern in den USA, im Vereinigten Königreich sowie in Kanada und Australien gesprochen. Das Kannada dient im Bundesstaat Karnataka als Amtssprache. Die meisten nicht-kannadasprachigen Einwohner des Bundesstaates beherrschen Kannada als Zweitsprache. Daneben ist es auf überregionaler Ebene als eine von 22 Verfassungssprachen Indiens anerkannt.
Laut der indischen Volkszählung 2011 wird Kannada von knapp 44 Millionen Menschen als Muttersprache gesprochen. Davon leben gut 41 Millionen in Karnataka, wo Kannada-Sprecher rund zwei Drittel der Bevölkerung stellen. Größere Minderheiten von Kannada-Sprechern finden sich auch in den Nachbarbundesstaaten Tamil Nadu (1,3 Millionen), Maharashtra (1,0 Millionen) und Andhra Pradesh (0,5 Millionen).

## Sprachverwandtschaft
Kannada gehört zur Familie der hauptsächlich in Südindien verbreiteten dravidischen Sprachen. Neben Telugu, Tamil und Malayalam ist Kannada eine der vier großen dravidischen Sprachen. Innerhalb dieser Sprachfamilie gehört Kannada zum süddravidischen Zweig. Der nächste Verwandte des Kannada ist Badaga. Diese unter der Stammesbevölkerung des Nilgiri-Gebirges in Tamil Nadu gesprochene Sprache wird teilweise auch als Kannada-Dialekt aufgefasst.
Mit den in Nordindien gesprochenen indoarischen Sprachen ist Kannada nicht verwandt. Es ist aber recht stark durch Sanskrit, die klassische Sprache des Hinduismus, beeinflusst worden und hat neben einer großen Zahl an Lehnwörtern auch strukturelle Merkmale aus dieser indoarischen Sprache übernommen.

## Sprachformen
Kannada teilt sich in vier Dialektgruppen ein, die aus weiteren Unterdialekten bestehen. Der südliche Dialekt wird in und um die beiden größten Städte Karnatakas, Bengaluru und Mysuru gesprochen. Im Raum Mangaluru ist der westliche Dialekt verbreitet. Der nördliche Dialekt wird in der Gegend von Dharwad gesprochen, der nordöstliche Dialekt in und um Vijayapura. Der nördliche und nordöstliche Dialekt sind von Marathi, der indoarischen Sprache des Nachbarbundesstaates Maharashtra, beeinflusst worden.
Parallel zu den geografischen Dialekten existieren Kastendialekte beziehungsweise Soziolekte. Die Hauptunterscheidung liegt hierbei zwischen den Dialekten der Brahmanen, Nichtbrahmanen und Dalit-Dialekten. In jüngerer Zeit treten aber auch bei den Soziolekten verstärkt Klassenunterschiede an die Stelle der Kastenzugehörigkeit.
Geschriebene und gesprochene Sprache unterscheiden sich im Kannada recht stark voneinander, wenn auch die Diglossie weniger stark ausgeprägt ist als etwa im verwandten Tamil. Als überregionale Standardumgangssprache hat sich die gesprochene Sprache der gebildeten Stadtbevölkerung Bengalurus und Mysurus eingebürgert.

## Sprach- und Literaturgeschichte

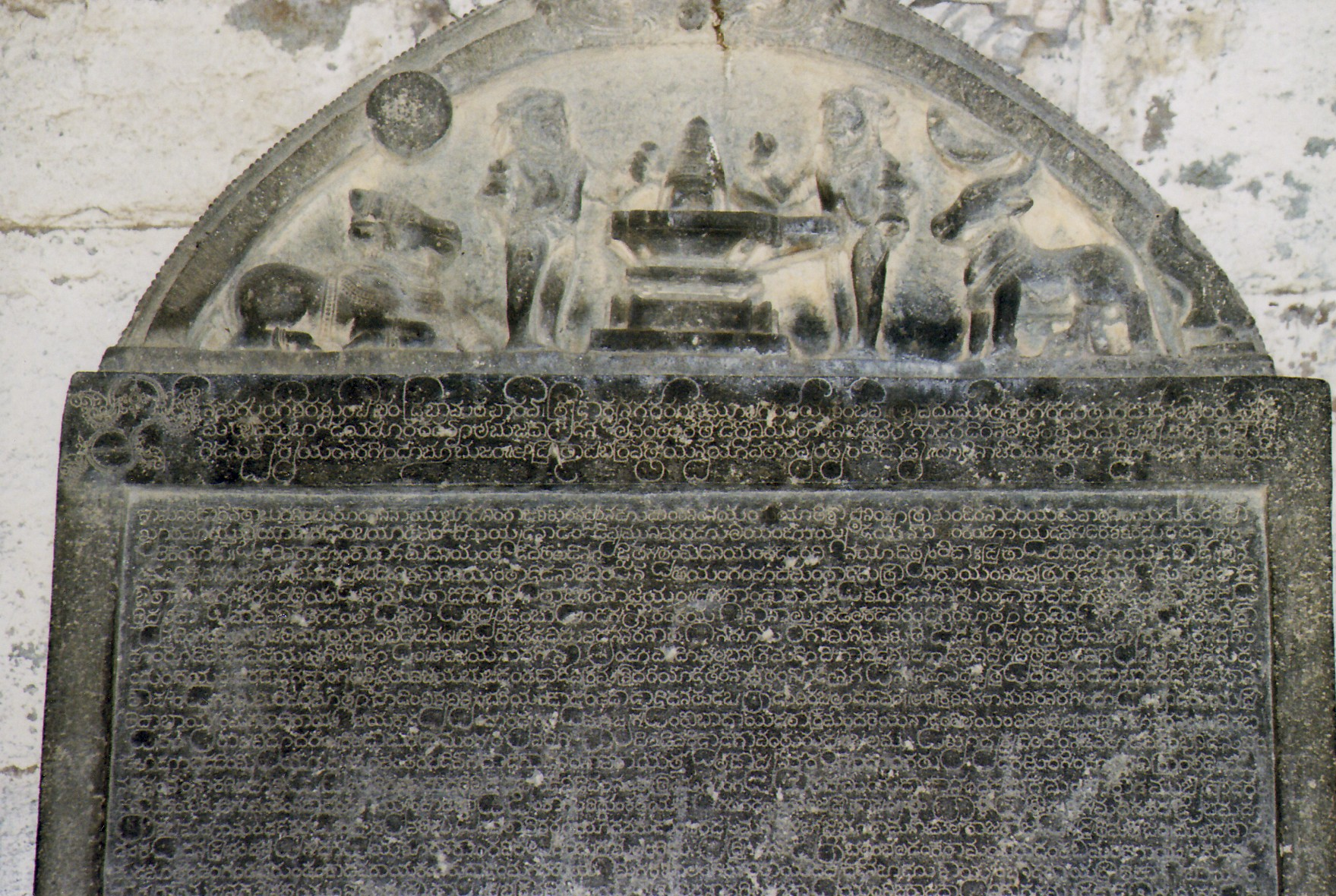
Kannada-Inschrift im Tempel von Basaral (Hoysala-Dynastie, 13. Jhd.)

Kannada wird in drei Sprachstufen eingeteilt: Altkannada (bis 1200), Mittelkannada (1200–1700) und modernes Kannada (seit 1700). Das älteste erhaltene Sprachzeugnis des Kannada ist eine im Distrikt Hassan gefundene Inschrift, die auf die Zeit um 450 datiert wird.
Kannada ist nach Tamil die zweitälteste dravidische Literatursprache. Das älteste bekannte Werk der Kannada-Literatur, das dem Rashtrakuta-König Amoghavarsha I. zugeschriebene Kavirajamarga, eine in Versform geschriebene Abhandlung über die Dichtkunst, wird auf das erste Viertel des 9. Jahrhunderts datiert. Im 10.–12. Jahrhundert entstanden Gedichte, epische Dichtungen und Fabeln vornehmlich aus der Feder der jainistischen Autoren Pampa, Ponna und Ranna. Das erste Prosa-Werk auf Kannada ist das Lokopakara des Chavundaraya aus der Mitte des 12. Jahrhunderts. Wichtige Autoren des ausgehenden 12. Jahrhunderts sind die hinduistischen Dichter Harihara und Raghavanka. Während der Zeit des Vijayanagar-Königreichs im 14.–16. Jahrhundert erlebte die Kannada-Literatur durch die Patronage des Hofes einen Aufschwung. Die bekanntesten Autoren dieser Periode sind Chamarasa und Kumara Vyasa.
Nachdem Indien zu einer britischen Kolonie geworden war, versiegte die Kannada-Literatur. Erst Ende des 19. Jahrhunderts setzte eine Renaissance der Kannada-Literatur ein, die nun auch aus westlichen Einflüssen schöpfte und neue Genres wie den Roman und die Kurzgeschichte einführte. Insgesamt siebenmal konnte ein kannadasprachiger Autor den Jnanpith Award, den wichtigsten indischen Literaturpreis, gewinnen, zuletzt Girish Karnad (1998) und U. R. Ananthamurthy (1994). 2025 wurde die Kurzgeschichten-Sammlung Heart Lamp von Banu Mushtaq, ins Englische übersetzt von Deepa Bhasthi, mit dem International Booker Prize ausgezeichnet.
Schon früh hatte sich eine einheimische Kannada-Grammatiktradition entwickelt. Deren wichtigste Werke sind das Shabdamanidarpana des Keshiraja aus der zweiten Hälfte des 13. Jahrhunderts und das Shabdanushasana des Bhattakalanka (1604). Die erste westliche Kannada-Grammatik erschien 1820. Im 19. Jahrhundert beschäftigten sich vornehmlich christliche Missionare mit dem Kannada. Vor allem der deutsche Missionar Ferdinand Kittel erwarb sich mit seinem Kannada-Englisch-Wörterbuch (1894) und seiner Grammatik (1903) große Verdienste.

## Schrift

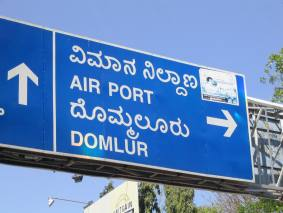
Zweisprachiges Straßenschild (Kannada/Englisch) in Bengaluru

Wie viele indische Sprachen verfügt Kannada über eine eigene Schrift, die Kannada-Schrift. Diese ähnelt der Telugu-Schrift sehr und gehört zur Familie der indischen Schriften. Mit den übrigen Schriften Indiens, Tibets und Südostasiens teilt sie den gemeinsamen Ursprung von der Brahmi-Schrift aus dem 3. Jahrhundert v. Chr. und ein gemeinsames Funktionsprinzip: Es handelt sich bei ihnen um eine Zwischenform aus Alphabet und Silbenschrift, sogenannte Abugidas, bei denen jedes Konsonantenzeichen einen inhärenten Vokal a besitzt, der durch diakritische Zeichen modifiziert werden kann. Typisch für eine südindische Schrift zeichnet sich die Kannada-Schrift durch ihre runden Formen aus.

## Phonologie
|            |             | labial  | dental  | retroflex | palatal | velar   |
| ---------- | ----------- | ------- | ------- | --------- | ------- | ------- |
| Plosive    | stl. unasp. | p [p]   | t [t̪]   | ṭ [ʈ]     | c [ʧ]   | k [k]   |
| Plosive    | stl. asp.   | ph [pʰ] | th [t̪ʰ] | ṭh [ʈʰ]   | ch [ʧʰ] | kh [kʰ] |
| Plosive    | sth. unasp. | b [b]   | d [d̪]   | ḍ [ɖ]     | j [ʤ]   | g [g]   |
| Plosive    | sth. asp.   | bh [bʱ] | dh [d̪ʱ] | ḍh [ɖʱ]   | jh [ʤʱ] | gh [gʱ] |
| Frikative  | stl.        | (f [f]) | s [s]   | ṣ [ʂ]     | ś [ɕ]   | h [h]   |
| Frikative  | sth.        |         | (z [z]) |           |         |         |
| Nasale     | Nasale      | m [m]   | n [n̪]   | ṇ [ɳ]     | (ñ [ɲ]) | (ṅ [ŋ]) |
| Laterale   | Laterale    |         | l [l]   | ḷ [ɭ]     |         |         |
| Halbvokale | Halbvokale  | v [ʋ]   |         |           | y [j]   |         |
| Flap       | Flap        |         | r [r]   |           |         |         |

Kannada besitzt 34 konsonantische Phoneme. Typisch für die indischen Sprachen ist die Unterscheidung nach fünf Artikulationsorten: velar, palatal, retroflex, dental und labial. Bei den Plosiven (Verschlusslauten) kontrastieren stimmlose und stimmhafte Laute. Durch die zahlreichen Lehnwörter aus dem Sanskrit haben die aspirierten Plosive (sowohl stimmlose als stimmhafte) im Kannada Phonemstatus erlangt, so dass die Plosive wie in den indoarischen Sprachen in Viererreihen auftreten (z. B. k, kh, g, gh). In ererbten dravidischen Wörtern kommen keine aspirierten Konsonanten vor. Bei nachlässiger Aussprache und in bestimmten Dialekten können sie durch die entsprechenden unaspirierten Laute ersetzt werden. Die Konsonanten f und z kommen nur in jüngeren Lehnwörtern, etwa aus dem Englischen, vor, deshalb wird ihnen nicht immer ein Phonemstatus zugestanden. Die beiden Nasale ñ und ṅ sind Allophone von n, die nur vor den entsprechenden Plosiven vorkommen. In der Kannada-Schrift werden Nasale vor Plosiven durchgängig mit dem Anusvara ṃ wiedergegeben, das je nach folgendem Konsonant für m, n, ṇ, ñ oder ṅ stehen kann.
|             | vorne | vorne  | zentral | zentral | hinten | hinten |
| kurz        | lang  | kurz   | lang    | kurz    | lang   |        |
| ----------- | ----- | ------ | ------- | ------- | ------ | ------ |
| geschlossen | i [i] | ī [iː] |         |         | u [u]  | ū [uː] |
| mittel      | e [e] | ē [eː] |         |         | o [o]  | ō [oː] |
| offen       |       |        | a [ʌ]   | ā [aː]  |        |        |

Im Kannada kommen zehn Vokalphoneme vor. Die Vokale a, i, u, e und o kommen jeweils in Paaren von langem und kurzem Vokal vor. Dazu kommen die phonematischen Diphthonge ai und au. Ferner gibt es den Vokal /ǣ/, der auf englische Lehnwörter beschränkt ist (z. B. ಬ್ಯಾಂಕು [bǣnku] von englisch bank), und daher meist nicht als vollwertiges Phonem gezählt wird. In bestimmten Dialekten kommt er aber auch in echten Kannada-Wörtern vor.
Fast alle Kannada-Wörter enden auf einen Vokal. Bei Lehnwörtern, die auf einen Konsonanten enden, wird oft ein sogenannter enunziatorischer Vokal u oder i angehängt (z. B. ಬಸ್ಸು bassu von englisch bus). Am Wortanfang können alle Konsonanten außer retroflexem ḷ und ṇ vorkommen. Konsonantencluster (Aufeinanderfolgen von zwei oder mehr Konsonanten) am Wortanfang kommen nur bei Lehnwörtern vor (z. B. ಪ್ರೀತಿ prīti „Liebe“, aus dem Sanskrit). Vor allem ungebildete Sprecher fügen aber oft einen Sprossvokal ein und sprechen z. B. /piriti/. Die Betonung liegt im Kannada stets auf der ersten Silbe eines Wortes. Sie ist also nicht bedeutungsunterscheidend und auch nicht allzu stark ausgeprägt.
Beim Auftreffen von Morphemen innerhalb eines Wortes oder Wörtern untereinander können Sandhi-Prozesse auftreten. So wird zwischen dem Wortstamm ಹೂ hū („Blume“) und dem Instrumentalsuffix -iṃda ein Gleitlaut v eingefügt: ಹೂವಿಂದ hūviṃda. Werden zwei Wörter aneinandergefügt, kann der stimmlose Anfangskonsonant des zweiten Worts stimmhaft werden. Diese Erscheinung kommt aber in der Schrift meist nicht zum Ausdruck: ಕೆಳತುಟಿ keḷatuṭi („Unterlippe“), gesprochen /keḷaduṭi/. Ein phonologischer Prozess, der nur in der Umgangssprache vorkommt, ist der Ausfall (Synkope) eines Vokals in der zweiten Silbe von drei- oder mehrsilbigen Wörtern (z. B. schriftsprachlich ಹೆಸರು hesaru, umgangssprachlich ಹೆಸ್ರು hesru „Name“).

## Grammatik
Kannada ist eine agglutinierende Sprache und drückt die Beziehungen von Wörtern untereinander durch Suffixe (Nachsilben) aus.

### Nomina

#### Genera
Kannada kennt drei Genera: Maskulinum (männlich), Femininum (weiblich) und Neutrum (sächlich). Die Genuseinteilung beruht dabei auf dem natürlichen Geschlecht (Sexus): Für männliche Personen oder Götter benutzt man das Maskulinum, für weibliche Personen oder Göttinnen das Femininum und für Tiere oder Dinge in der Regel das Neutrum. Bei den Stämmen auf -a und den Personen bezeichnenden Stämmen auf -u ist das Genus an den Suffixen des Nominativs Singular erkennbar: vgl. ಸೇವಕನು sēvaka-nu (mask.) „Diener“, ಸೇವಕಳು sēvaka-ḷu (fem.) „Dienerin“ und ಮರವು mara-vu (neutr.) „Baum“.

#### Pluralbildung
Die Nomina im Kannada kommen in zwei Numeri vor: Singular und Plural. Der Plural wird agglutinativ durch eines von vier möglichen Suffixen gebildet:
- -aru bei männlichen und weiblichen Stämmen auf -a (z. B. ಹುಡುಗ huḍuga „Junge“ – ಹುಡುಗರ huḍugaru „Jungen“)
- -aṃdiru bei männlichen und seltener weiblichen Verwandtschaftsbezeichnungen (z. B. ಅಣ್ಣ aṇṇa „älterer Bruder“ – ಅಣ್ಣಂದಿರು aṇṇaṃdiru „ältere Brüder“)
- -avaru für die sogenannte Respektform. Formal steht das Wort im Plural, die Bedeutung bleibt aber singularisch. (z. B. ತಾಯಿ tāyi „Mutter“ – ತಾಯಿಯವರು tāyiyavaru etwa „Frau Mutter“)
- -gaḷu bei sämtlichen Neutra und teilweise bei männlichen Personenbezeichnungen (z. B. ಮರ mara „Baum“ – ಮರಗಳು maragaḷu „Bäume“, ಶತ್ರು śatru „Feind“ – ಶತ್ರುಗಳು śatrugaḷu „Feinde“)

#### Deklination
Substantive werden im Kannada in sieben Kasus dekliniert: Nominativ, Genitiv, Akkusativ, Dativ, Instrumental, Vokativ und Lokativ.

#### Adjektive
Adjektive können entweder einfach (z. B. ಒಳ್ಳೆ oḷḷe „gut“) oder von Substantiven abgeleitet (z. B. ಬಲವಾದ balavāda „stark“ von ಬಲ bala „Stärke“) sein. Als Attribut steht das Adjektiv stets in seiner unveränderten Stammform vor seinem Bezugswort, d. h., es wird nicht mitdekliniert: ಸಣ್ಣ ಮನೆ saṇṇa mane „ein kleines Haus“ – ಸಣ್ಣ ಮನೆಗಳು saṇṇa manegaḷu „kleine Häuser“. Bisweilen verschmilzt das Attribut auch mit seinem Bezugswort zu einem Kompositum: ಎಳೆಮಗು eḷe-magu „kleines Kind“. An ein prädikativ verwendetes oder substantiviertes Adjektiv wird das Personalpronomen der 3. Person Singular angehängt (z. B. ಈ ಕುದುರೆ ಒಳ್ಳೆದು ī kudure oḷḷe-du „dieses Pferd ist gut“).

#### Zahlwörter
Die Zahlwörter von 1 bis 10 lauten:
| 1  | ಒಂದು oṃdu      |
| 2  | ಎರಡು eraḍu    |
| 3  | ಮೂರು mūru      |
| 4  | ನಾಲ್ಕು nālku    |
| 5  | ಐದು aidu      |
| 6  | ಆರು āru       |
| 7  | ಏಳು ēḷu       |
| 8  | ಎಂಟು eṃṭu      |
| 9  | ಒಂಬತ್ತು oṃbattu |
| 10 | ಹತ್ತು hattu    |

Die Zahlwörter von 11 bis 19 werden gebildet, indem die Zahlwörter für die Einer an han- oder hadi- angehängt werden (11 ಹನ್ನೊಂದು hannoṃdu , 12 ಹನ್ನೆರಡು hanneraḍu, 13 ಹದಿಮೂರು hadimūru etc.). 20 hat die besondere Form ಇಪ್ಪತ್ತು ippattu
Die Zahlwörter von 30 bis 90 werden durch Zusammensetzung der Zahlwörter von 3 bis 9 und hattu für 10 gebildet (30 ಮೂವತ್ತು mūvattu, 40 ನಾಲ್ವತ್ತು nālvattu etc.). Die Wörter für 100 und 1000 lauten ನೂರು nūru und ಸಾವಿರ sāvira. Wie in Südasien üblich, gibt es spezielle Zahlwörter für 100.000 (ಲಕ್ಷವು lakṣavu, vgl. Lakh) und 10.000.000 (ಕೋಟಿ kōṭi, vgl. Crore).

### Verben
Ähnlich wie im Deutschen besteht das Verb aus Stamm + Tempuszeichen + Personalendung.
Das Verb kennt im Kannada drei Tempora:
- Das Präsens wird durch Anfügung des Morphems -(u)tt- an den Stamm gebildet (ಮಾಡುತ್ತೇನೆ māḍuttēne „ich tue“).
- Das Futur wird durch Anfügung des Morphems -(u)v- an den Stamm gebildet (ಮಾಡುವೆನು māḍuvenu „ich werde tun“). Außer der Zukunft können Futurformen auch regelmäßig in der Gegenwart vorkommende Handlungen ausdrücken („ich pflege zu tun“). In der Umgangssprache wird statt Futur wie im Deutschen oft Präsens verwendet.
- Das Präteritum wird durch Anfügung des Morphems -(i)d- an den Stamm gebildet (ಮಾಡಿದೆನು māḍidenu „ich tat“). Jedoch gibt es nicht wenige unregelmäßige Verben, deren Präteritum man lernen muss, z. B. ಕೊಂದೆನು kondenu von ಕೊಳ್ಳು koḷḷu „stellen“, ಬಂದೆನುbandenu von ಬರು baru „kommen“, ಇದ್ದೆನು iddenu von ಇರು iru „da sein“ usw.

Mit dem Partizip Präsens auf -uttā + iru „sein“ lassen sich Verlaufsformen bilden: ಮಾಡುತ್ತಾ ಇರುತ್ತೇನೆ māḍuttā iruttēne „ich tue gerade“, ಮಾಡುತ್ತಾ ಇದ್ದೆನು māḍuttā iddenu „ich tat gerade“.
Ebenso entstehen Perfektformen aus dem Partizip Perfekt + iru. Das Partizip Perfekt wird gebildet:

- bei den regelmäßigen Verben mit -i (ಮಾಡಿ māḍi „gemacht“)
- bei den unregelmäßigen Verben tritt -u an den Perfektstamm (ಬಂದು bandu „gekommen“)

Zusammen mit iru entsteht so ein Perfekt (ಬಂದಿರುತ್ತೇನೆ band’ iruttēne „ich bin gekommen“) und ein Plusquamperfekt (ಬಂದಿದ್ದೆನು band’ iddenu „ich war gekommen“).
Es gibt mehrere Formen des Imperativs:
- Der unhöfliche Du-Imperativ ist die Grundform: ಮಾಡು! māḍu! „mach!“
- Für den höflichen Sie-Imperativ wird -iri angehängt: ಮಾಡಿರಿ! māḍiri „machen Sie!“
- Bei einer Aufforderung an die Gruppe (Hortativ) wird -ōṇa angehängt: ಮಾಡೋಣ māḍōṇa! „machen wir!“
- Schließlich gibt es eine Aufforderung an sich selbst mit -ali: ಮಾಡಲಿ māḍali „ich mach dann mal“

Die Modalverben „können“, „sollen“ und „müssen“ werden durch Verberweiterungen ausgedrückt: ಮಾಡಬಲ್ಲೆನು māḍaballenu „ich kann machen“, ಮಾಡಲಾರೆನು māḍalārenu „ich kann nicht machen“, ಮಾಡಬೇಕು māḍabēku „ich muss machen“, ಮಾಡಬಹುದು māḍabahudu „ich sollte machen“ usw.

### Syntax
Die feste Satzstellung im Kannada ist Subjekt-Objekt-Verb (SOV). Demnach steht das Subjekt an erster Stelle im Satz (ihm können höchstens noch Umstandsbestimmungen der Zeit und des Ortes vorangehen) und das Prädikat stets am Satzende. Wie es für SOV-Sprachen charakteristisch ist, stehen im Kannada Attribute stets vor ihrem Bezugswort, untergeordnete Sätze vor Hauptsätzen, Vollverben vor Hilfsverben und es werden Postpositionen statt Präpositionen eingesetzt.
Komplexe Sätze bestehen aus einem Haupt- und einem oder mehreren Nebensätzen. Generell kann ein Satz nur ein finites Verb enthalten. Das Kannada kennt keine Konjunktionen, Nebensätze werden ebenso wie Parataxen durch infinite Verbformen gebildet. Dazu gehören der Infinitiv, das Gerundium und das Partizip.
Daher stehen ähnlich (aber nicht gleich) wie im Türkischen statt Wörtern wie „dass“, „wenn“ oder „um zu“ diese infiniten Verbformen. Zum Beispiel heißt „Ich gehe hinaus, um einen Kaffee zu trinken“: ಒಂದು ಕಾಫಿ ಕುಡಿಯುವುದಕ್ಕೆ ಹೊರಗೆ ಹೋಗುತ್ತೇನೆ Ondu kaphi kudiyuvudakke horage hōguttēne, wörtlich: „Zum Einen-Kaffee-Trinken hinaus gehe ich“. „Wenn“ ist die Verb-Endung -are: ನೀನು ಅವನನ್ನು ನೋಡಿದರೆ ನನಗೆ ಹೇಳು Nīnu avanannu nōḍid-are, nanage hēḷu, wörtlich: „Du ihn seh-wenn, mir sag (es)“, also: „Sag mir, wenn du ihn siehst“. Usw.
Auch in Relativsätzen stehen keine Relativpronomen, sondern Partizipien. Zum Beispiel: ನಿನ್ನೆ ಬಂದ ಹುಡುಗ ನನ್ನ ತಮ್ಮ ಆಗಿದ್ದ Ninne banda huḍuga nanna tamma agidda, wörtlich: „Der gestern gekommene Junge mein Bruder war“, also: „Der Junge, der gestern gekommen ist, war mein Bruder.“

## Wortschatz
Die einheimische Grammatik teilt die Kannada-Wörter in vier Kategorien ein. Hauptkriterium ist dabei, in welcher Beziehung sie zum Wortschatz des Sanskrit stehen. Dieses Konzept stammt ursprünglich aus den Tochtersprachen des Sanskrit, wurde aber auch auf das unverwandte Kannada übertragen.
- Als dēśya (ದೇಶ್ಯ „lokal“) bezeichnet man echte Kannada-Wörter ohne Entsprechung im Sanskrit. Zu dieser Kategorie gehören dravidische Erbwörter wie ತಾಯಿ tāyi „Mutter“ (vgl. Tamil தாய் tāy), ಕಾಲು kālu „Fuß“ (vgl. Tamil கால் kāl) oder ನಡೆ naḍe „gehen“ (vgl. Tamil நட naṭa).
- Als tatsama (ತತ್ಸಮ „dasselbe wie das [d. h. ein Sanskritwort]“) bezeichnet man Sanskrit-Wörter, die in unveränderter Form im Kannada vorhanden sind. Ein Großteil von ihnen wie ಚಂದ್ರ caṃdra „Mond“ (von चन्द्र candra), ಮುಖ mukha „Gesicht“ (von मुख mukha) oder ಗೃಹ gr̥ha „Haus“ (von गृह gr̥ha) ist aus dem Sanskrit ins Kannada entlehnt worden. Es kann sich aber auch um Erbwörter handeln, die im Sanskrit als dravidische Entlehnungen existieren, z. B. ಬಲ bala „Stärke“ (Sanskrit वल bala),  ಮಣಿ maṇi „Juwel“ (Sanskrit मणि maṇi) und ಮಾಲೆ māle (Sanskrit माला mālā).
- Als tadbhava (ತದ್ಭವ „daraus [d. h. aus einem Sanskritwort] entstanden“) bezeichnet man Wörter, die ursprünglich aus dem Sanskrit stammen, aber lautlichen Veränderungen unterlegen sind, z. B. ಅಕ್ಕರ akkara „Buchstabe“ (von  akṣara), ಅಗಸ agasa (von  akāśa) „Himmel“ oder ಕತಿ kati „Geschichte“ (von  kathā).
- Als anyadēśya (ಅನ್ಯದೇಶ್ಯ „fremdländisch“) bezeichnet man Lehnwörter aus anderen Sprachen. Diese können ihren Ursprung in folgenden Sprachen haben:
  - Hindustani (Hindi bzw. Urdu), z. B. ತಯಾರು tayāru „fertig“ (von तैयार taiyār), ಸರ್ಕಾರ sarkāra „Regierung“ (von सरकार sarkār), ಮಾಲೀಕ mālīka „Besitzer“ (von मालिक mālik). Diese Hindustani-Wörter können wiederum ursprünglich aus anderen Sprachen stammen. Teils sind sie auch über Vermittlung des Telugu oder Marathi ins Kannada gelangt.
  - Englisch, z. B. ನಂಬರು naṃbaru „Nummer“ (von number), ಟಿಕೀಟು ṭikīṭu „Fahrkarte“ (von ticket), ಡಾಕ್ಟರು ḍākṭaru „Arzt“ (von doctor)
  - Portugiesisch, z. B. ಮೇಜು mēju „Tisch“ (von mesa)
  - Französisch, z. B. ಕುಸೀನಿ kusīni „Küche“ (von cuisine)

### Allgemeine Beschreibungen
- Sanford B. Steever: Kannada. In: Sanford B. Steever (Hrsg.): The Dravidian Languages. London 1998, S. 129–157.

### Grammatiken
- M. S. Andronov: The Kannada Language. Übers. V. Korotky. Moscow 1969.
- Hans Jensen: Grammatik der kanaresischen Schriftsprache. Leipzig 1969.
- Ferdinand Kittel: A Grammar of the Kannada Language in English. Basel Mission Book and Tract Depository, Mangalore 1903 (englisch, Digitalisat).
- Harold F. Schiffman: A Reference Grammar of Spoken Kannada. Washington D.C. 1979.

### Lehrbücher
- L. Halemane & M.N. Leelavathi: An Intensive Course in Kannada. Mysore 1983.
- Bando Bhimaji Rajpurohit: An Intensive Course in Kannada. 2. rev. Auflage. Dravidian Linguistics Association, 2006, ISBN 978-81-85691-13-8, S. 171.
- Harold Spencer, W. Preston (Bearb.): A Kanarese Grammar with Graduated Exercises. Mysore 1950.
- Robert Zydenbos: A Manual of Modern Kannada. Heidelberg 2020 (Open Access: kostenlos erhältlich in PDF-Format)

### Wörterbücher
- J. Bucher, F. (Ferdinand) Kittel, University of California Libraries: A Kannada-English school-dictionary : chiefly based on the labours of the Rev. Dr. F. Kittel. Basel Mission Book & Tract Depository, Mangalore 1899 (Digitalisat).
- F. (Ferdinand) Kittel: A Kannada-English Dictionary. Basel Mission Book & Tract Depository, Mangalore 1894 (Digitalisat).